# Еденс
Еденс (нід. Edens, фриз. Iens) — село в нідерландській провінції Фрисландія. Входить до муніципалітету Південно-Західна Фрисландія.
Його площа становить 3,12км², а населення станом на 2021 рік складало 50 осіб.
Перша згадка про населений пункт датується XIII сторіччям.

## Історія
Село вперше згадується в 13 столітті як Ederinghe, що в перекладі означає «поселення людей Еде (людини)». Ієнс — це село на терпі (штучному живому пагорбі).
До 2018 року село входило до складу муніципалітету Літтенсерадіель, а до 1984 року — до муніципалітету Хеннаардерадіель. У 1991 році воно змінило свою офіційну назву з Еденс на Ієнс.
В Ієнсі є церква, датована тринадцятим століттям. Вона була відновлена в 1874 році, а вежа датована 1852 роком. Хор був розширений і включає в себе колодязь 1783 року, який раніше знаходився за межами церкви. Еденсермолен, млин, побудований у 1847 році для водовідведення, був відновлений і зберігається в резерві на випадок надзвичайних ситуацій. У 1840 році в Ієнсі проживало 48 осіб.

## Галерея

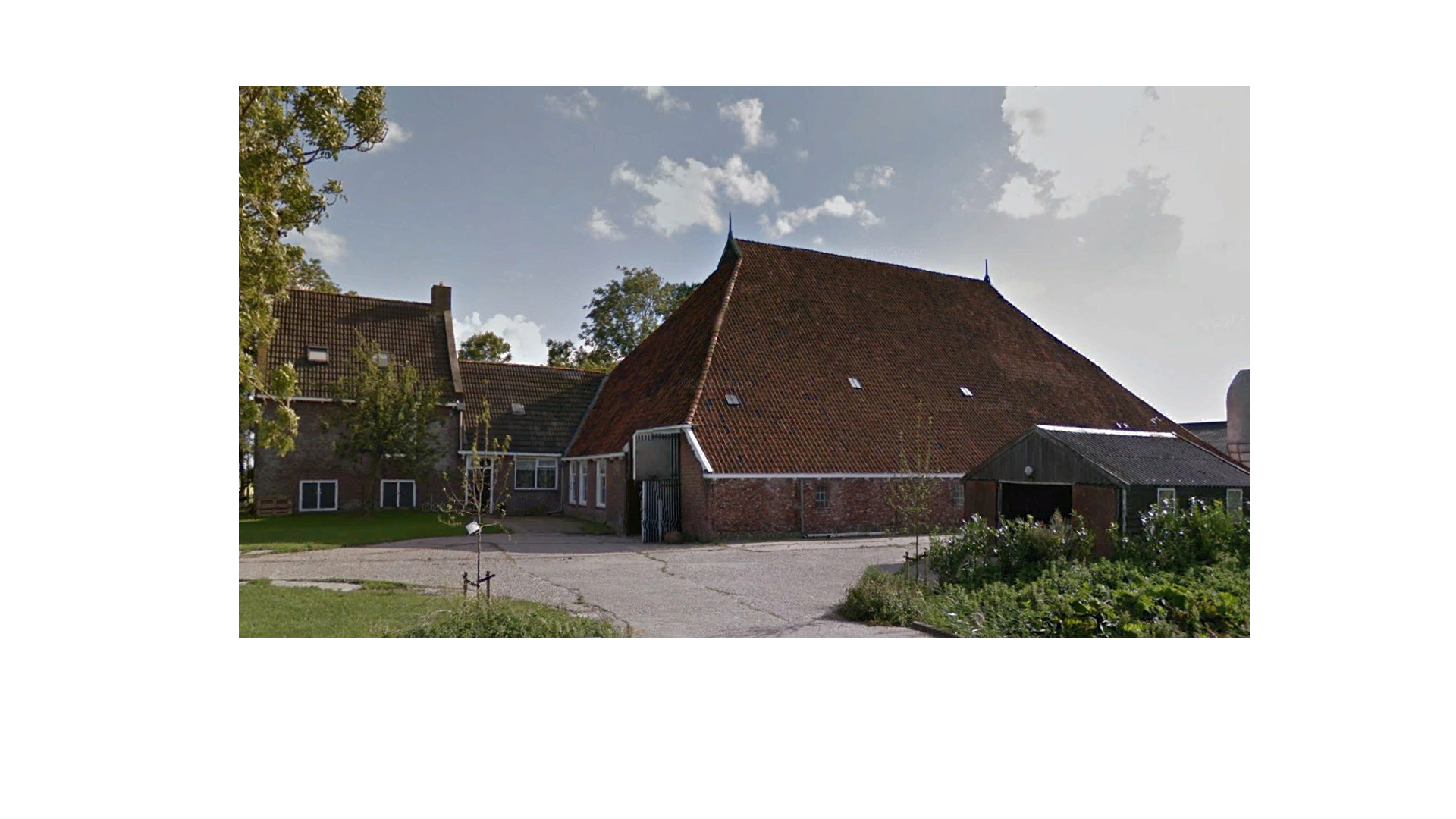
Ферма в Еденсі
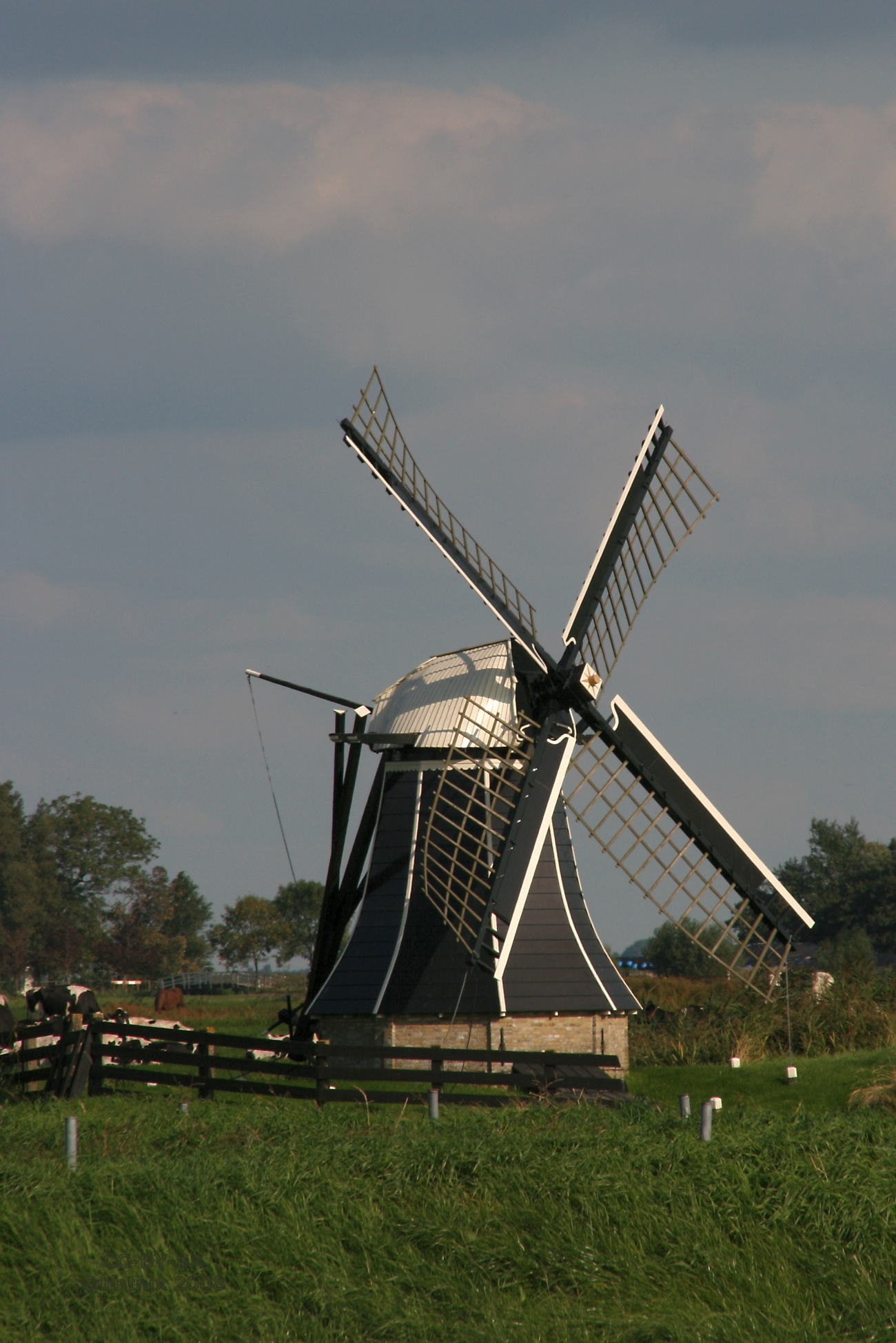
Вітряк De Edensermolen